# Stanislav Detkov
Stanislav Detkov, né le 16 septembre 1980 à Kemerouskaj, est un snowboardeur russe spécialisé dans les épreuves de slalom parallèle et de slalom géant parallèle. 

## Palmarès

### Jeux olympiques
| Édition/Discipline   | Slalom géant parallèle |
| Jo de Vancouver 2010 | 4e                     |

### Championnats du monde
| Édition/Discipline | Slalom parallèle | Slalom géant parallèle |
| Mondiaux 2007      | 15e              | Disqualifié            |
| Mondiaux 2011      | 9e               | 7e                     |
| Mondiaux 2013      | 25e              | 18e                    |

### Coupe du monde
- Meilleur classement du parallèle : 12e en 2011.
- Meilleur classement en slalom parallèle : 5e en 2013.
- 1 podium dont 1 victoire en slalom parallèle à Moscou, le 23 février 2013.